# Sjoerd Scheenstra
Sjoerd H. Scheenstra (* 28. Oktober 1933 in Steenwijkerwold) ist ein niederländischer Politiker der CHU und später des CDA.

## Werdegang
Scheenstra war von 1963 bis 1967 Hauptkommissar bei der Gemeinde Zaandam. Von 1963 bis 1979 war er Bürgermeister der Gemeinden Asperen und Heukelum; beide sind heute Teile der Gemeinde Lingewaal. Von Oktober 1979 bis zu seiner Pensionierung im November 1998 war er Bürgermeister von Oegstgeest.
| Personendaten    | Personendaten                                         |
| ---------------- | ----------------------------------------------------- |
| NAME             | Scheenstra, Sjoerd                                    |
| ALTERNATIVNAMEN  | Scheenstra, S. H.                                     |
| KURZBESCHREIBUNG | niederländischer Politiker der CHU und später des CDA |
| GEBURTSDATUM     | 28. Oktober 1933                                      |
| GEBURTSORT       | Steenwijkerwold                                       |